# Цао Жень
Цао Жень (кит.: 曹仁, піньїнь: Cáo Rén; 168 — 19 березня 223) — китайський полководець династій Східна Хань і Вей періоду Саньго. 
Молодший двоюрідний брат Цао Цао. Учасник битви при Гуаньду 200 року. 
Вважався взірцем вейських генералів.